# Яструб-крихітка
Яструб-крихітка (Accipiter superciliosus) — хижий птах роду яструбів родини яструбових ряду яструбоподібних. Мешкає в Центральній та Південній Америці.

## Опис
Яструб-крихітка є одним із найменших хижих птахів світу. Довжина тіла птаха 24–27 см, розмах крил 38–48 см, вага від 75 до 120 г. Виду притаманний статевий диморфізм. Верхня частина тіла темно-сіра, голова сіра з темною смугою над очима, що нагадує брови, шия чорна. Горло  і нижня частина тіла білі з темними смугами. Хвіст темний з трьома блідо-сірими смугами і білим кінцем. Дзьоб сірий, восковиця і ноги жовті. очі червоні. У самок верхня частина тіла має більш коричнюватий відтінок, нижня частина кремова, смуги коричнювато-сірі. Молоді птахи можуть бути двох морф. У молодих птахів коричневої морфи верхня частина тіла коричнева, голова сіра, кінець хвоста білий, з трьома сіро-коричневими смугами, нижня сторона кремово-біла зі світло-коричневими смугами, горло кремове. У молодих птахів червоної морфи верхня частина тіла рудувата з темними плямами на спині і крилах, нижня частина тіла руда. Птахи підвиду A. s. fontainieri  темнішого відтінку і загалом трохи менші, з коротшим хвостом.

## Поширення
Яструб-крихітка мешкає двома окремими популяціями. Перша популяція мешкає в Центральній Америці, від східного Нікарагуа через Коста-Рику, Панаму до західної Колумбії і західного Еквадору. Друга популяція мешкає на схід від Анд, від східної Колумбії через Венесуелу, Гаяну, Суринам і Французьку Гвіану на південь через Еквадор, східне Перу, Болівію і Бразилію до Парагваю і північно-східної Аргентини (провінція Місьйонес). 
Яструб-крихітка мешкає у вологих тропічних рівнинних і гірських лісах на висоті від 0 до 1800 м над рівнем моря.

## Таксономія
Виділяють два підвиди: A. s. superciliosus (популяція. яка мешкає на схід від Анд) і A. s. fontainieri (центральноамериканська популяція). 
Яструб-крихітка генетично близький до венесуельського яструба. Однак генетичні і фізіологічні відмінності цього виду досить значні. Деякі дослідники виділити його в окремий монотиповий рід Hieraspiza.

## Раціон
Яструб-крихітка здебільшого полює на невеликих птахів, зокрема на колібрі.

## Розмноження
Сезон розмноження яструба-крихітки залежить від регіону. Так, у Колумбії він може тривати з лютого по червень, тоді як в південній частині ареалу з жовтня по січень. У кладці 1–3 біло-блакитних яйця з коричневими цяточками. Інкубаційний період невідомий. 

## Збереження
Це численний і поширений птах. МСОП вважає цей вид таким, що не потребує особливих заходів зі збереження.